# Hiéroglyphe égyptien S24
Le nœud de ceinture, en hiéroglyphe égyptien, est classifié dans la section S « Couronnes, vêtements, sceptres, etc. » de la liste de Gardiner ; il y est noté S24.

## Représentation
Il représente un nœud de ceinture et est translittéré ṯs (anciennement ṯȝz) ou ṯs.t. Parfois, sa graphie peut être facilement être confondue avec l'hiéroglyphe O34.

## Utilisation
| S24 | / | T · z · S24 |

| S24 | / | T · z · S24 |

| S24 | / | T · z · S24 |

| S24 | / | T · z · S24 |

| S24 | / | T · z · S24 |

| S24 | / | T · z · S24 |

C'est un phonogramme bilitère de valeur ṯs

## Exemple de mots
| S24 · F46 |

| S24 · F46 |

| S24 · H1 |

| S24 · H1 |

| S24 · z · Y1 |

| S24 · z · Y1 |

## En bijouterie et en décoration
Le nœud utilisé comme article de bijouterie est surtout connu dans le Moyen Empire. On le trouve dans des colliers , et comme petite broche. Dans les amulettes de l'Égypte antique, on voit une pièce d'or creuse en deux parties, avec une fibre détaillée en forme de corde ; elle est réalisée avec une fermeture à languette et rainure pour les parties.

## Photos

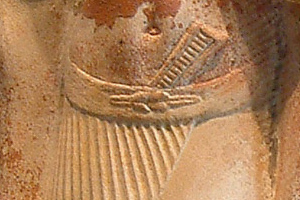
Gros plan du nœud de ceinture sur la statue de l'inspecteur des scribes, Raherka, IVe/Ve dynastie.
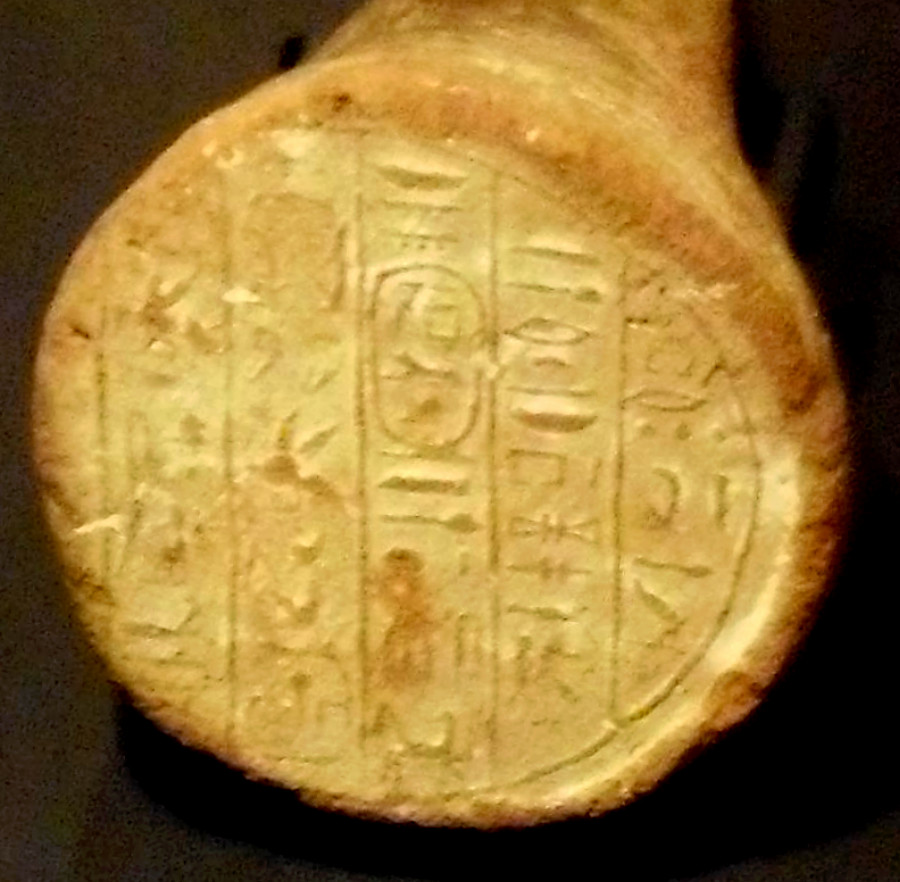
Cône funéraire utilisant le hiéroglyphe nœud de ceinture.
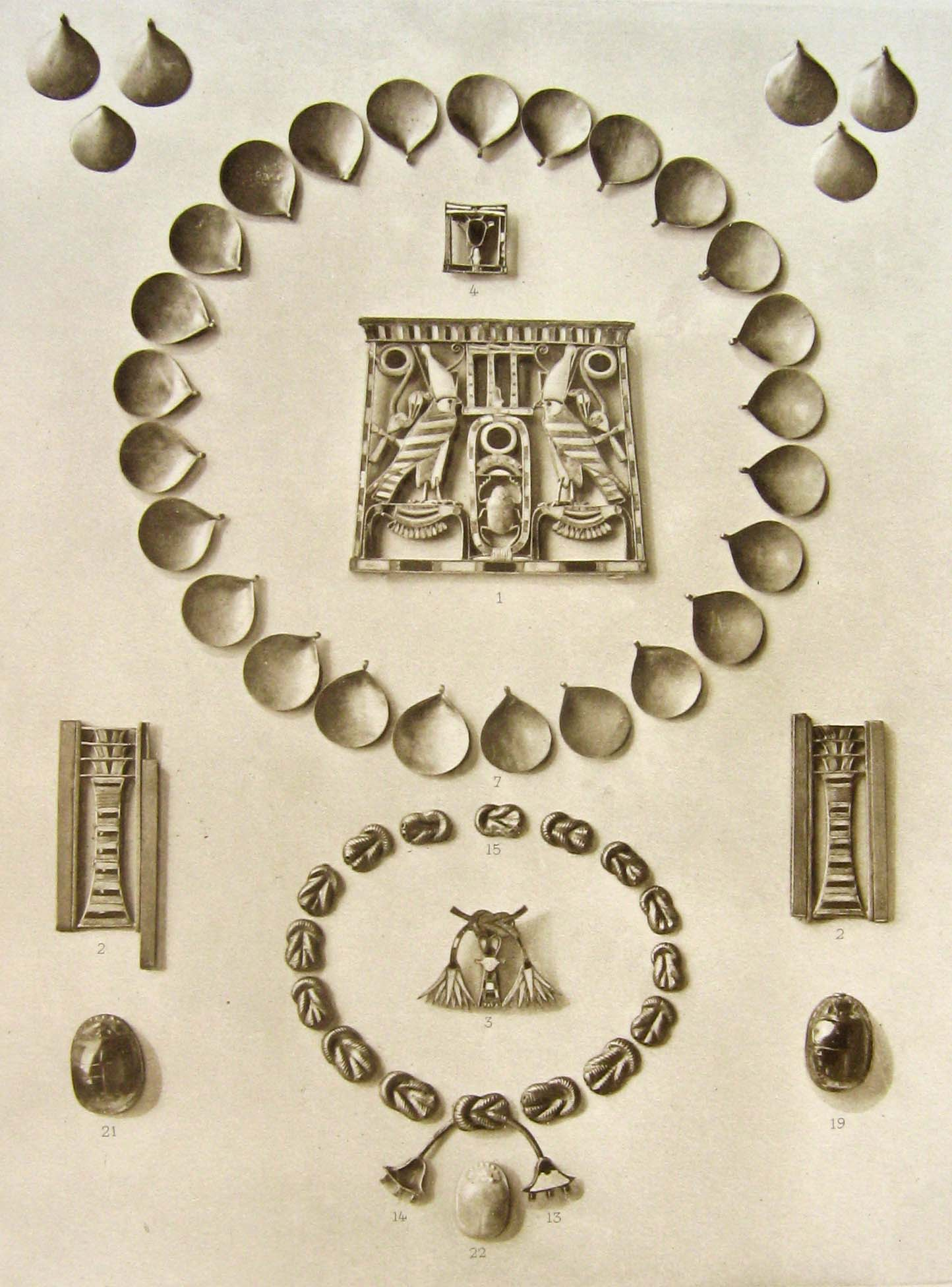
Petit bracelet composé de seize nœuds.
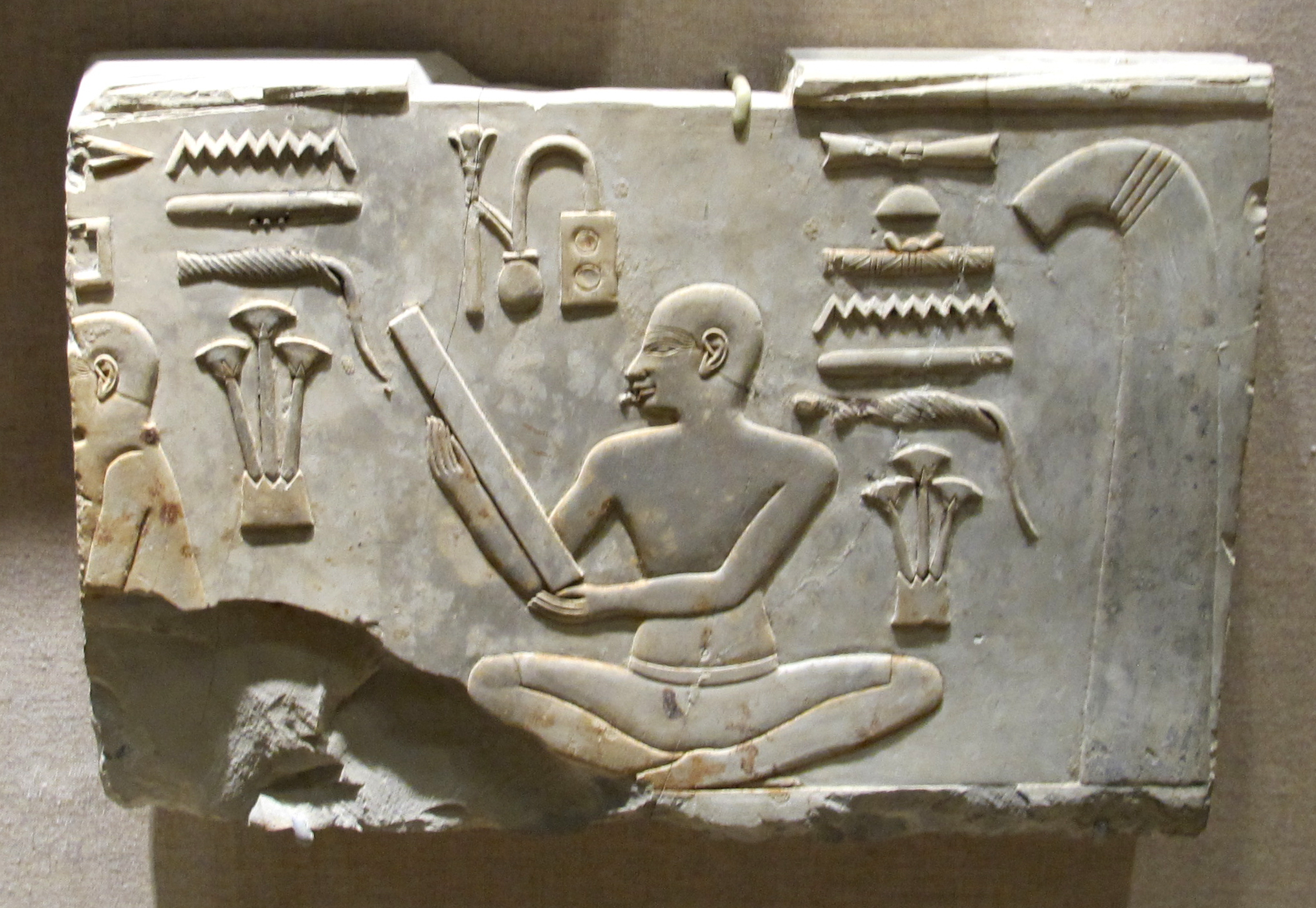
Relief du règne de Hatchepsout